# Літні Дефлімпійські ігри 2021
Літні Дефлімпійські ігри 2021, також XXIV Літні Дефлімпійські ігри — міжнародні мультиспортивні змагання, які пройшли в бразильському місті Кашіас-ду-Сул з 1 по 15 травня 2022 року. Окрім Кашіаса, деякі змагання проводились в сусідніх містах Фаррупілья та Флорес-да-Кунья. Вперше Дефлімпіада проводилися в Латинській Америці.
12 квітня 2022 року було оголошено, що через вторгнення Росії в Україну російським і білоруським спортсменам заборонено брати участь у змаганнях у Кашіас-ду-Сул.

## Вибір міста-організатора
Бразилія була обрана країною-організатором Ігор 2021 року на засіданні Міжнародного спортивного комітету глухих 26 лютого 2020 року. Обраним містом став Кашіас-ду-Сул у штаті Ріу-Гранді-ду-Сул на півдні Бразилії. Планувалося, що змагання відбудуться з 5 по 21 грудня 2021 року, проте через перенесення літніх Олімпійських ігор 2020 року на 2021 рік внаслідок пандемії COVID-19 літні Дефлімпійські ігри 2021 року були перенесені на травень 2022 року.

## Види спорту
Спочатку програма складалася з 221 дисциплін у 18 видах спорту. Однак через проблеми з наявною інфраструктурою та малою кількістю учасників боулінг довелося перенести з Кашіяс-ду-Сул до Куала-Лумпуру в Малайзії на 20-30 жовтня 2022 року. Таким чином, програма складалася з 216 дисциплін у 18 видах спорту. Медалі, отримані в Малайзії, пізніше будуть додані в таблицю медалей, а їхні результати та кількість спортсменів будуть додані пізніше до офіційної статистики. Додалися нові види спорту: легка атлетика, карате, спортивне орієнтування, стрільба та плавання, а кількість змагань з боулінгу, дзюдо та тхеквондо зменшено.

### Індивідуальні
- Легка атлетика (45)
- Бадмінтон (6)
- Велоспорт (10)
  - Маунтінбайк (2)
  - Шосейний велоспорт (8)
- Гольф (2)
- Дзюдо (16)
- Карате (16)
- Спортивне орієнтування (10)
- Стрільба (13)
- Плавання (42)
- Настільний теніс (7)
- Тхеквондо (11)
- Тенніс (5)
- Боротьба (16)
  - Вільний стиль (8)
  - Греко-римський стиль (8)

### Командні
- Баскетбол (2)
- Футбол (2)
- Гандбол (2)
- Волейбол (4)
  - Волейбол (2)
  - Пляжний волейбол (2)

### Боулінг
Змагання з боулінгу відбулися 20-30 жовтня 2022 року в Куала-Лумпурі. Згідно повідомлення Одеської ОВА, одесит Вадим Данилюк завоював 2 місце в особистому заліку та срібну медаль на 24 літніх Дефлімпійських іграх з боулінгу. Спортсмен з Полтавщини Владислав Яловега завоював 1 місце і отримав золоту медаль у індивідуальному заліку, - про це повідомив начальник Полтавської ОВА Дмитро Лунін.
- Боулінг (6)

## Календар
У наступному календарі змагань, що проводяться в Кашіяс-ду-Сул, кожна синя рамка представляє змагання. Жовті квадрати позначають дні, протягом яких проводяться фінали нагородження медалями для виду спорту. Число в кожній жовтій рамці означає кількість фіналів, які змагаються в цей день. Цей розклад не включає боулінг.
| OC | Церемонія відкриття | ● | Попередні змагання | 1 | Фінали | CC | Церемонія закриття |

| Кві\Тра            | 30-е Суб | 1st Нед | 2nd Пон | 3rd Вів | 4th Сер | 5th Чет | 6th Птн | 7th Суб | 8th Нед | 9th Пон | 10st Вів | 11st Сер | 12nd Чет | 13rd Птн | 14th Суб | 15th Нед | Дисциплін |
| ------------------ | -------- | ------- | ------- | ------- | ------- | ------- | ------- | ------- | ------- | ------- | -------- | -------- | -------- | -------- | -------- | -------- | --------- |
| Церемонії          |          | OC      |         |         |         |         |         |         |         |         |          |          |          |          |          | CC       | Н/Д       |
| Легка атлетика     |          |         |         |         |         |         |         | 1       | 8       | 6       | 8        |          | 2        | 8        | 9        | 2        | 10        |
| Бадмінтон          |          |         | ●       | ●       | 1       |         | ●       | ●       | ●       | ●       | ●        | 5        |          |          |          |          | 6         |
| Баскетбол          |          |         | ●       | ●       | ●       | ●       | ●       | ●       | ●       | ●       |          | ●        | ●        | 2        |          |          | 2         |
| Пляжний волейбол   |          |         |         | ●       | ●       | ●       | ●       | ●       | ●       | ●       |          | ●        | 2        |          |          |          | 2         |
| Велоспорт          |          |         | 2       |         | 2       |         | 2       |         | 2       |         | 2        |          |          |          |          |          | 10        |
| Футбол             | ●        |         | ●       | ●       | ●       | ●       | ●       | ●       | ●       | ●       | ●        | ●        | ●        | 1        | 1        |          | 10        |
| Гольф              |          |         |         |         |         |         |         | ●       | ●       | ●       | ●        | 2        |          |          |          |          | 10        |
| Гандбол            |          |         | ●       | ●       | ●       | ●       | ●       | ●       | ●       | ●       | ●        | ●        | ●        | ●        | 2        |          | 2         |
| Дзюдо              |          |         |         | 6       | 6       | 2       |         |         |         |         |          |          |          |          |          |          | 14        |
| Карате             |          |         | 6       | 7       | 3       |         |         |         |         |         |          |          |          |          |          |          | 16        |
| Орієнтування       |          |         |         |         |         |         | 2       | 2       | 1       |         | 2        |          | 2        |          | 2        |          | 2         |
| Стрільба           |          |         | ●       | 1       | 1       | 1       | 1       |         | 1       | 2       | 2        | 2        | 2        |          |          |          | 13        |
| Плавання           |          |         | 5       | 5       | 6       | 5       | 5       | 6       | 5       | 6       |          |          |          |          |          |          | 38        |
| Настільний тенніс  |          |         |         |         |         | ●       | 1       |         | 1       | ●       | ●        | 2        |          |          |          |          | 4         |
| Тхеквандо          |          |         |         |         |         |         | 3       | 4       | 4       |         |          |          |          |          |          |          | 10        |
| Тенніс             |          |         |         | ●       | ●       | ●       | ●       | ●       |         | ●       | ●        | 2        | 2        | 1        |          |          | 5         |
| Волейбол           |          |         |         |         | ●       | ●       | ●       | ●       | ●       |         | ●        | ●        | ●        | 2        |          |          | 2         |
| Боротьба           |          |         |         |         |         |         |         |         |         |         | ●        | 8        |          | ●        | 8        |          | 16        |
| Медалі за день     |          |         | 13      | 19      | 19      | 8       | 13      | 13      | 22      | 16      | 24       | 13       | 10       | 22       | 22       | 2        | 214       |
| Загальний підсумок |          |         | 13      | 32      | 51      | 59      | 72      | 85      | 107     | 129     | 145      | 158      | 168      | 190      | 212      | 214      | 214       |
| Кві\Тра            | 30-е Суб | 1st Нед | 2nd Пон | 3rd Вів | 4th Сер | 5th Чет | 6th Птн | 7th Суб | 8th Нед | 9th Пон | 10st Вів | 11st Сер | 12nd Чет | 13rd Птн | 14th Суб | 15th Нед | Дисциплін |

## Нації-учасниці
Білоруси і росіяни не змагалися після заборони через вторгнення Росії в Україну. Велика Британія та Китай також вийшли з конкурсу через погіршення умов, пов'язаних із пандемією COVID-19 у країні.
71 національна спортивна федерація глухих відправила свої делегації до Кашіас-ду-Сул:
1. Афганістан (1)
2. Алжир (12)
3. Аргентина (70)
4. Вірменія (5)
5. Австрія (6)
6. Бельгія (3)
7. Бразилія (199) (Host)
8. Болгарія (22)
9. Канада (14)
10. Камерун (16)
11. Чилі (8)
12. Тайвань (36)
13. Колумбія (23)
14. Хорватія (28)
15. Куба (18)
16. Чехія (23)
17. Данія (30)
18. Домініканська Республіка (3)
19. Еквадор (11)
20. Єгипет (21)
21. Естонія (7)
22. Франція (56)
23. Габон (3)
24. Німеччина (75)
25. Гана (75)
26. Греція (36)
27. Гонконг (1)
28. Угорщина (20)
29. Індія (64)
30. Іран (67)
31. Ірак (25)
32. Ізраїль (18)
33. Італія (78)
34. Японія (93)
35. Казахстан (58)
36. Кенія (110)
37. Південна Корея (78)
38. Киргизстан (15)
39. Кувейт (17)
40. Латвія (7)
41. Литва (42)
42. Малайзія (11)
43. Малі (20)
44. Маврикій (5)
45. Мексика (44)
46. Монголія (5)
47. Нідерланди (21)
48. Нігерія (8)
49. Північна Македонія (1)
50. Норвегія (6)
51. Парагвай (1)
52. Пакистан (1)
53. Філіппіни (1)
54. Польща (144)
55. Португалія (12)
56. Саудівська Аравія (13)
57. Сенегал (19)
58. Сербія (14)
59. Словаччина (12)
60. Словенія (4)
61. ПАР (7)
62. Іспанія (7)
63. Швейцарія (5)
64. Таїланд (14)
65. Туреччина (129)
66. Україна (165)
67. ОАЕ (2)
68. США (135)
69. Уругвай (3)
70. Узбекистан (31)
71. Венесуела (39)

## Комбінована таблиця медалей
Джерело:
  *   Країна-господарка (Бразилія)
| Місце                | NDSC                           | Золото | Срібло | Бронза | Загалом |
| -------------------- | ------------------------------ | ------ | ------ | ------ | ------- |
| 1                    | Україна (UKR)                  | 62     | 38     | 38     | 138     |
| 2                    | США (USA)                      | 20     | 11     | 24     | 55      |
| 3                    | Іран (IRI)                     | 14     | 12     | 14     | 40      |
| 4                    | Японія (JPN)                   | 12     | 8      | 10     | 30      |
| 5                    | Південна Корея (KOR)           | 11     | 18     | 14     | 43      |
| 6                    | Польща (POL)                   | 8      | 20     | 12     | 40      |
| 7                    | Туреччина (TUR)                | 8      | 19     | 20     | 47      |
| 8                    | Франція (FRA)                  | 8      | 3      | 5      | 16      |
| 9                    | Індія (IND)                    | 8      | 1      | 8      | 17      |
| 10                   | Кенія (KEN)                    | 5      | 7      | 12     | 24      |
| 11                   | Італія (ITA)                   | 4      | 10     | 8      | 22      |
| 12                   | Німеччина (GER)                | 4      | 8      | 6      | 18      |
| 13                   | Казахстан (KAZ)                | 4      | 7      | 19     | 30      |
| 14                   | Чехія (CZE)                    | 3      | 1      | 3      | 7       |
| 15                   | Хорватія (CRO)                 | 3      | 1      | 0      | 4       |
| 16                   | Тайвань (TPE)                  | 2      | 7      | 8      | 17      |
| 17                   | Литва (LTU)                    | 2      | 5      | 3      | 10      |
| 18                   | Венесуела (VEN)                | 2      | 3      | 12     | 17      |
| 19                   | Латвія (LAT)                   | 2      | 2      | 1      | 5       |
| 20                   | Словаччина (SVK)               | 2      | 1      | 2      | 5       |
| 21                   | Куба (CUB)                     | 2      | 1      | 0      | 3       |
| 21                   | Мексика (MEX)                  | 2      | 1      | 0      | 3       |
| 23                   | Португалія (POR)               | 2      | 0      | 2      | 4       |
| 23                   | Словенія (SLO)                 | 2      | 0      | 2      | 4       |
| 25                   | Фінляндія (FIN)                | 2      | 0      | 0      | 2       |
| 26                   | Греція (GRE)                   | 1      | 2      | 6      | 9       |
| 27                   | Колумбія (COL)                 | 1      | 2      | 1      | 4       |
| 27                   | Малайзія (MAS)                 | 1      | 2      | 1      | 4       |
| 29                   | Алжир (ALG)                    | 1      | 1      | 3      | 5       |
| 30                   | Домініканська Республіка (DOM) | 1      | 1      | 0      | 2       |
| 31                   | Естонія (EST)                  | 1      | 0      | 2      | 3       |
| 32                   | Монголія (MGL)                 | 1      | 0      | 1      | 2       |
| 32                   | Нідерланди (NED)               | 1      | 0      | 1      | 2       |
| 34                   | Данія (DEN)                    | 1      | 0      | 0      | 1       |
| 34                   | Еквадор (ECU)                  | 1      | 0      | 0      | 1       |
| 34                   | Чилі (CHI)                     | 1      | 0      | 0      | 1       |
| 37                   | Угорщина (HUN)                 | 0      | 4      | 4      | 8       |
| 38                   | Киргизстан (KGZ)               | 0      | 2      | 4      | 6       |
| 39                   | Іспанія (ESP)                  | 0      | 2      | 0      | 2       |
| 40                   | Аргентина (ARG)                | 0      | 1      | 2      | 3       |
| 40                   | Болгарія (BUL)                 | 0      | 1      | 2      | 3       |
| 42                   | Австрія (AUT)                  | 0      | 1      | 1      | 2       |
| 43                   | Канада (CAN)                   | 0      | 1      | 0      | 1       |
| 44                   | Бразилія (BRA)*                | 0      | 0      | 6      | 6       |
| 44                   | Вірменія (ARM)                 | 0      | 0      | 6      | 6       |
| 46                   | Узбекистан (UZB)               | 0      | 0      | 3      | 3       |
| 47                   | Ізраїль (ISR)                  | 0      | 0      | 1      | 1       |
| 47                   | Сербія (SRB)                   | 0      | 0      | 1      | 1       |
| 47                   | Таїланд (THA)                  | 0      | 0      | 1      | 1       |
| 47                   | Швеція (SWE)                   | 0      | 0      | 1      | 1       |
| Загалом (50 збірних) | Загалом (50 збірних)           | 205    | 204    | 270    | 679     |